# DJ set

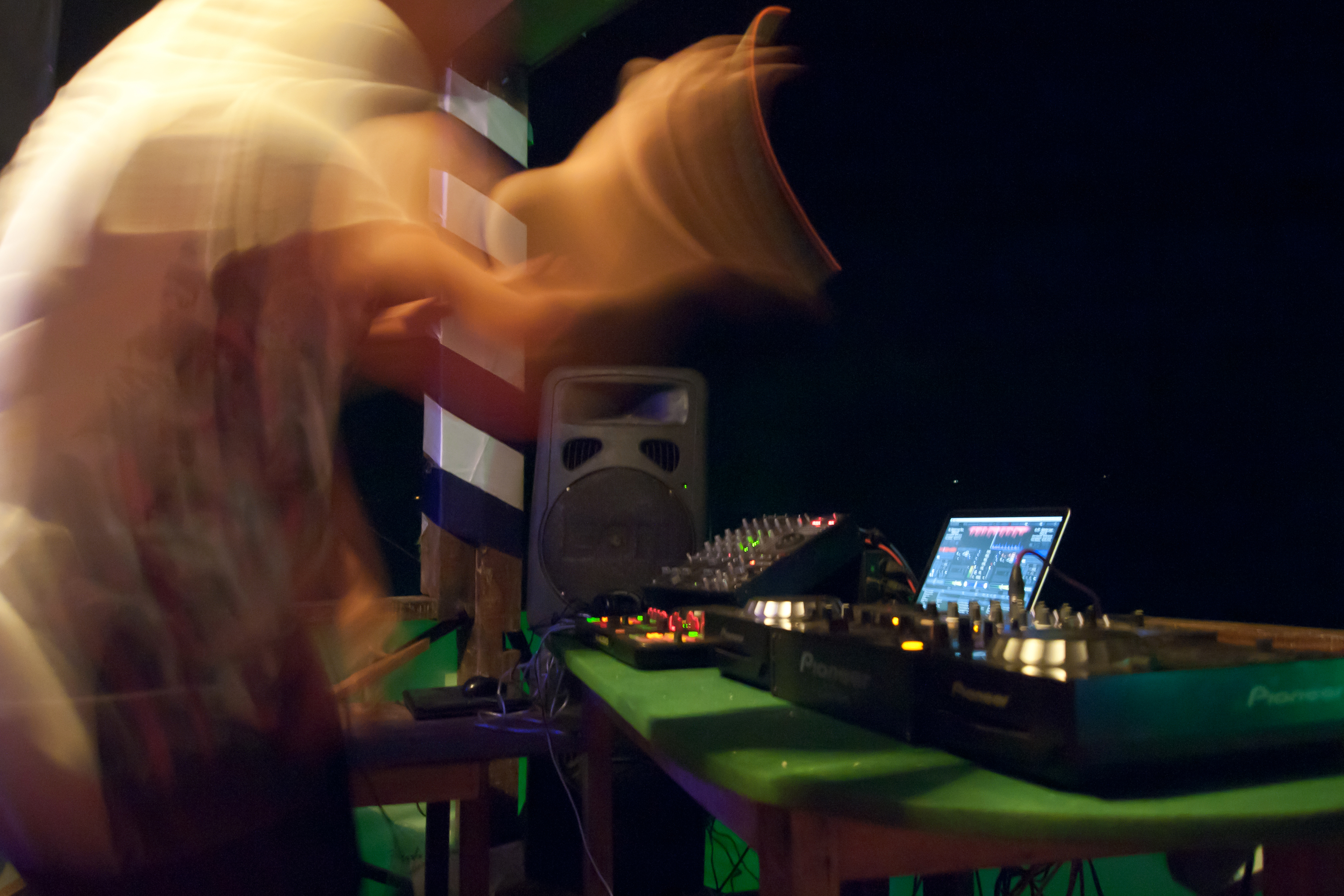
Goa, India

Un DJ set è l'esibizione musicale di un DJ in cui l'artista presenta la musica da lui selezionata al pubblico del locale (discoteca o simili) utilizzando il più delle volte delle tecniche di missaggio; per questo motivo spesso si preferisce il termine DJ mix. Un DJ set è l'equivalente di ciò che per un musicista è un concerto.
Un DJ set può durare dalle due ore nel disco bar, discoteche e club, alle tre ore medie di una discoteca normale fino ai set di cinque ore di Danny Tenaglia, 24 ore come il set di Marco Carola al Sunwaves Festival o di Loco Dice allo Space di Miami e addirittura 36 ore un set in back to back Tini e Bill Patrick.
Spesso i DJ sono soliti alternarsi fra di loro al mixer, in modo da creare un programma molto lungo, ininterrotto e variegato.
All'interno del DJ set, il DJ selezionerà e mixerà i brani in base al suo stile, ma trovando sempre e comunque un compromesso con quello che vuole ascoltare il pubblico dell'evento. Saranno l'abilità e l'esperienza del DJ a interpretare l'umore del pubblico e ad assecondarlo, pur rimanendo fedele al suo gusto.
Anche se apparentemente assimilabile al concerto pop il DJ set trova le sue radici nel programma Living Theater ed è esplicitamente volto a liberare l'energia interna dello spettatore attraverso messaggi multi-sensoriali. Nel DJ set sono frequenti stimoli visivi e acustici e pratiche motorie possibilmente ipnotiche ("sono dovuto scappare quasi subito, stordito dal rumore e dalle luci" (E. Biagi)). In questo il DJ set recupera in chiave moderna e tecnologica la pratica del Ditirambo. 
Nella pratica del DJ set, ad una figura centrale, il DJ, si affiancano numerosi collaboratori che propongono messaggi di linguaggio del corpo al pubblico. La semantica di questi messaggi risulta affidata quasi sempre ad una percezione subliminale anche se è possibile tentare di formalizzarne una decodifica. 
Il DJ set, dopo una iniziale fortuna ha subito un generale declino e trasformazione verso forme più sostenibili e con un minor impatto ambientale come le Silent Disco.
Nei media il DJ set non ha ricevuto una visione positiva fino dalla prima rappresentazione nell'ultimo episodio di Simon del Deserto (1965) di Luis Buñuel. Tale episodio viene poi ripreso da The New Pornographers nel clip di The Laws Have Changed (2003), a testimoniare una quarantennale avversione della critica verso questo tipo di spettacolo.